# Piero Chiara
Piero Chiara (Pierino Angelo Carmelo Chiara, pour l'état-civil) est un écrivain et scénariste italien né à Luino le 23 mars 1913 et mort à Varèse le 31 décembre 1986.
Le prix littéraire Piero Chiara, fondé en 1989 par la ville de Varèse lui est dédié. Chiara  est un représentant de la troisième génération de la Ligne lombarde.

## Biographie
Piero Chiara naît en 1913 à Luino, où son père Eugenio est agent des douanes. Ce dernier est originaire de Resuttano, dans la province de Caltanissetta, et sa mère, Virginia Maffei, de Comnago, un village de la rive occidentale du lac Majeur.
Contemporain et ami de Vittorio Sereni, il fait ses études dans divers collèges religieux sans réelle diligence ni constance. Ce n'est qu'en 1929 qu'il obtient un diplôme de « licenza complementare ». Il poursuit sa formation culturelle en autodidacte. Après une période passée en voyageant en Italie et en France, en 1932, pour contenter ses parents, il trouve un emploi dans la magistrature comme "assistant de chancellerie". En 1936, il épouse la Suisse-allemande Jula Scherb avec qui il a un fils, Mark. Le mariage, cependant, ne dure guère.
Après un bref passage sous les drapeaux, en dépit de son désintérêt pour la politique, en 1944, il est contraint de fuir vers la Suisse, à la suite d'un mandat d'arrêt délivré par le Tribunal spécial fasciste pour avoir mis, le 25 juillet 1943, à la chute du fascisme, le buste de Mussolini dans le box des accusés du tribunal où il travaillait. Là, il vit dans des camps où les réfugiés italiens sont internés. Après la guerre, il enseigne les lettres au lycée italien de Zugerberg et l'année d'après, il retourne en Italie.
Commence alors une période d'imagination ardente et de créativité continue. Il obtient en 1965 le Prix Charles Veillon pour Con la faccia per terra
En 1970, Piero Chiara joue dans Venga a prendere il caffè da noi (Venez donc prendre le café chez nous), film réalisé par Alberto Lattuada et interprété par Ugo Tognazzi, film tiré de son roman de 1964 La spartizione (Le Trigame), pour lequel il collabore également au scénario.
Son succès culmine en 1976 avec son chef-d'œuvre, La stanza del vescovo (La Chambre de l'évêque), qui devient immédiatement un film à succès réalisé par Dino Risi, avec, en vedette, Ugo Tognazzi et Ornella Muti.
Il apparaît souvent comme figurant ou avec un petit rôle dans des films basés sur ses romans, comme greffier du tribunal dans La stanza del vescovo, par exemple.
Il meurt dix ans plus tard, à Varèse, après avoir occupé au niveau national de nombreux postes au sein du Parti libéral italien. Il était également affilié aux loges maçonniques de Varèse, Côme et Milan.

## Œuvre
Piero Chiara est le poète des petites histoires du «grand lac», qui sert souvent comme décor dans ses histoires courtes et instructives. Il raconte la mesquinerie de la vie provinciale avec un style où l'on ne s'ennuie jamais, toujours teinté d'humour, d'ironie, parfois avec une délicatesse mélancolique, toujours capable de saisir dans le quotidien l'essence, virtuellement oubliée, de la vie.
Souvent comparé à Giovannino Guareschi, le conteur de la Bassa padana (partie basse de la plaine du Pô), Chiara montre les traits de vie de la Haute Lombardie et des cantons suisses : une vie frontalière, avec ses passeurs et contrebandiers, bandits et fugitifs, mais surtout sa petite bourgeoisie et ses personnages au quotidien.
Chiara traite souvent de des sujets parfois scabreux (assassinat, adultère, obsession érotique) sans jamais céder à une vulgaire complaisance.
Il se dégage de ses pages un sentiment de nostalgie qui n'est pas un désir pathétique de revenir en arrière (comme dans Giovannino Guareschi), mais la réalisation qui donne à réfléchir que ce retour n'est pas possible. L'amertume de l'écrivain est particulièrement évidente dans ses dernières œuvres, de Il cappotto di astrakan a Vedrò Singapore? jusqu'aux posthumes Saluti notturni dal Passo della Cisa, histoire désillusionnée de la province inspirée par un fait divers.
Chiara est aussi l'un des meilleurs connaisseurs de la vie et l'œuvre de l'écrivain et aventurier Giacomo Casanova. Il publié de nombreux écrits sur le sujet repris par la suite dans le livre Il vero Casanova (1977). Il s'occupe, pour Mondadori, de la première édition, basée sur le manuscrit original, de l'ouvrage autobiographique de Casanova L’Histoire de ma vie. Il a également écrit le scénario de Il ritorno di Casanova, adaptation télévisuelle (1980) de la nouvelle d'Arthur Schnitzler, Casanovas Heimfahrt.

## Œuvres traduites en français
- Le Trigame, [« La spartizione »], traduit par Jacques Brousse, Paris, Albin Michel, 1965, 228 p. (BNF 32949844)
- Les Jeudis de Madame Giulia, [« I giovedì della signora Giulia »], traduit par Amélie Lahontaa, Paris, Éditions et publications premières, 1971, 183 p. (BNF 35223839)
- La Lune rousse, [« Saluti notturni dal passo della Cisa »], traduit par Roland Stragliati, Paris, Éditions Julliard, 1988, 152 p.  (ISBN 2-260-00534-9) ; réédition, Paris, Cambourakis, coll. « Letteratura », 2017, 152 p.  (ISBN 978-2-36624-270-6)
- D'une maison l'autre, la vie, traduit par Simone Darses, Paris, Éditions Rivages, coll. « Littérature étrangère » 1993, 182 p.  (ISBN 2-86930-691-1)
- Le Préteur de Cuvio, [« Il pretore di Cuvio »], traduit par Henri Lewi, Monaco-Paris, Éditions du Rocher, coll. « Rocher littérature », 2008, 178 p.  (ISBN 978-2-268-06425-3)
- Face contre terre, et autres histoires [« Con la faccia per terra e altre storie »], traduit par Henri Lewi, Paris, éd. Pierre-Guillaume de Roux, 2013, 207 p.  (ISBN 978-2-36371-027-7)
- Le 28 octobre, traduit par Marie-Françoise Balzan, Lyon, La Fosse aux ours, coll. « Via Gombito », 2017, 72 p.  (ISBN 978-2-35707-122-3)

## Filmographie

### Comme scénariste
- 1970 : Venez donc prendre le café chez nous (Venga a prendere il caffè da noi), film italien réalisé par Alberto Lattuada, avec Ugo Tognazzi, adaptation du roman Le Trigame (La spartizione)
- 1971 : Homo Eroticus, film italien réalisé par Marco Vicario, scénario original de Piero Chiara
- 1974 : Le tapis hurle (Il piatto piange), film italien réalisé par Paolo Nuzzi
- 1980 : Il ritorno di Casanova, téléfilm italien réalisé par Pasquale Festa Campanile, adaptation de la nouvelle Casanovas Heimfahrt d'Arthur Schnitzler
- 1986 : Une épine dans le cœur (Una spina nel cuore), film franco-italien réalisé par Alberto Lattuada, adaptation par Piero Chiara de son roman éponyme
- 1987 : D'Annunzio, film italien réalisé par Sergio Nasca
- 1987 : La monaca di Monza, film italien réalisé par Luciano Odorisio

### Adaptations de ses œuvres par des tiers
- 1975 : La banca di Monate, film italien réalisé par Francesco Massaro
- 1975 : Un uomo curioso, téléfilm italien réalisé par Dino B. Partesano
- 1976 : Dimmi che fai tutto per me, film italien réalisé par Pasquale Festa Campanile
- 1977 : La Chambre de l'évêque (La stanza del vescovo), film franco-italien réalisé par Dino Risi, adaptation du roman éponyme de Piero Chiara par Dino Risi, Leonardo Benvenuti et Piero De Bernardi
- 1980 : Le Manteau d'astrakan (Il cappotto di Astrakan), film franco-italien réalisé par Marco Vicario
- 1986 : Une épine dans le cœur (Una spina nel cuore) réalisé par Alberto Lattuada
- 2014 : Il pretore, film italien réalisé par Giulio Base, adaptation du roman Le Préteur de Cuvio (Il Pretore di Cuvio)

### Études sur l'auteur
- Giancarlo Sala, Piero Chiara e la sua sentenziosa affabulazione allegorico-picaresca : intendimenti artistici, didascalici, e iniziatici, Poschiavo, Suisse, Menghini, 1996, 318 p.  (ISBN 88-86917-00-7)
- Stefano Giannini,  La musa sotto i portici : caffè e provincia nella narrativa di Piero Chiara e Lucio Mastronardi, Florence, Italie, M. Pagliai, 2008, 236 p.  (ISBN 978-88-564-0047-2)

## Sources
- (it) Cet article est partiellement ou en totalité issu de l’article de Wikipédia en italien intitulé « Piero Chiara » (voir la liste des auteurs).